# Корецька міська рада
Ко́рецька міська́ ра́да — орган місцевого самоврядування в Корецькому районі Рівненської області. Адміністративний центр — місто Корець.

## Загальні відомості
- Територія ради: 6,47 км²
- Населення ради: 7 223 осіб (станом на 2015 рік)
- Територією ради протікає річка Корчик.

## Населені пункти
Міській раді підпорядковані населені пункти:
- м. Корець

## Склад ради
Рада складається з 26 депутатів та голови.
- Голова ради: Дмитрук Людмила Миколаївна
- Секретар ради: Ясковець Олена Василівна

### Керівний склад попередніх скликань
| Прізвище, ім'я, по батькові | Основні відомості                                               | Дата обрання | Дата звільнення |
| --------------------------- | --------------------------------------------------------------- | ------------ | --------------- |
| Чумак Микола Васильович     | Міський голова, 1948 року народження, безпартійний              | 26.03.2006   | 31.10.2010      |
| Дмитрук Людмила Миколаївна  | Міський голова, 1963 року народження, освіта вища, позапартійна | 31.10.2010   | 25.10.2015      |
| Дмитрук Людмила Миколаївна  | Міський голова, 1963 року народження, освіта вища, позапартійна | 25.10.2015   |                 |

Примітка: таблиця складена за даними сайту Верховної Ради України

### Депутати
За результатами місцевих виборів 2010 року депутатами ради стали:

#### За суб'єктами висування
| Суб'єкт висування                                       | Кількість обраних депутатів | %    |
| ------------------------------------------------------- | --------------------------- | ---- |
| Політична партія Всеукраїнське об'єднання «Батьківщина» | 19                          | 63,3 |
| Партія регіонів                                         | 6                           | 20   |
| Політична партія Всеукраїнське об'єднання «Свобода»     | 3                           | 10   |
| Партія Зелених України                                  | 2                           | 6,7  |

#### За округами
| № округу                                                | Прізвище, ім'я, по батькові       | Дата визнання обраним | Освіта | Партійна приналежність                        | Відомості про обраного депутата                           |
| ------------------------------------------------------- | --------------------------------- | --------------------- | ------ | --------------------------------------------- | --------------------------------------------------------- |
| Партія Зелених України                                  |                                   |                       |        |                                               |                                                           |
| б/м                                                     | Гордійчук Надія Аврамівна         | 04.11.2010            | вища   | член Партії Зелених України                   | Корецька РДА, головний спеціаліст орг..відділу            |
| б/м                                                     | Гичун Сергій Миколайович          | 04.11.2010            | вища   | член Партії Зелених України                   | Корецька РДА, начальник відділу у справах сім'ї та молоді |
| Партія регіонів                                         |                                   |                       |        |                                               |                                                           |
| б/м                                                     | Воят Ярослав Федорович            | 04.11.2010            | вища   | позапартійний                                 | Свято-Миколаївський собор, благочинний церков             |
| б/м                                                     | Дицяк Наталія Олександрівна       | 04.11.2010            | вища   | член Партії регіонів                          | СТ"Алекс", головний бухгалтер                             |
| б/м                                                     | Захарчук Тетяна Петрівна          | 04.11.2010            | вища   | позапартійна                                  | загальноосвітня школа № 3 I–III ст. м. Корець, вчитель    |
| б/м                                                     | Кириченко Валерій Павлович        | 04.11.2010            | вища   | член Партії регіонів                          | ВПУ — 24 м. Корець, заступник директора                   |
| 7                                                       | Столяр Анатолій Всеволодович      | 04.11.2010            | вища   | позапартійний                                 | Корецьке ВПУ-24, керівник фізвиховання                    |
| 9                                                       | Лацимірська Алла Максимівна       | 04.11.2010            | вища   | позапартійна                                  | УПФУ в Корецьклму районі, начальник                       |
| Політична партія Всеукраїнське об'єднання «Батьківщина» |                                   |                       |        |                                               |                                                           |
| б/м                                                     | Свінціцький Валентин Анатолійович | 04.11.2010            | вища   | член Всеукраїнського об'єднання «Батьківщина» | приватний підприємець                                     |
| б/м                                                     | Павленко Наталія Володимирівна    | 04.11.2010            | вища   | член Всеукраїнського об'єднання «Батьківщина» | Корецька районна рада, завідувачка загального відділу     |
| б/м                                                     | Чата Руслан Віталійович           | 04.11.2010            | вища   | член Всеукраїнського об'єднання «Батьківщина» | приватний підприємець                                     |
| б/м                                                     | Мороз Ірина Петрівна              | 04.11.2010            | вища   | позапартійна                                  | Споживче товариство «Квадрат», головний бухгалтер         |
| б/м                                                     | Диюн Володимир Васильович         | 04.11.2010            | вища   | член Всеукраїнського об'єднання «Батьківщина» | приватний підприємець                                     |
| б/м                                                     | Турович Наталія Миколаївна        | 04.11.2010            | вища   | член Всеукраїнського об'єднання «Батьківщина» | Трудовий архів м. Корець, начальник                       |
| б/м                                                     | Козлюк Марія Іванівна             | 04.11.2010            | вища   | член Всеукраїнського об'єднання «Батьківщина» | приватний підприємець                                     |
| 1                                                       | Миськів Віктор Васильович         | 04.11.2010            | вища   | член Всеукраїнського об'єднання «Батьківщина» | Корецька ЦРЛ, лікар                                       |
| 2                                                       | Коробка Лариса Іванівна           | 04.11.2010            | вища   | член Всеукраїнського об'єднання «Батьківщина» | Корецька ЦРЛ, зав. дитячим відділенням                    |
| 3                                                       | Ющук Руслана Михайлівна           | 04.11.2010            | вища   | член Всеукраїнського об'єднання «Батьківщина» | Корецька загальноосвітня школа № 1, вчитель               |
| 4                                                       | Коваленко Олег Васильович         | 04.11.2010            | вища   | член Всеукраїнського об'єднання «Батьківщина» | Корецька РДА, начальник відділу культури                  |
| 5                                                       | Грязіна Світлана Анатоліївна      | 04.11.2010            | вища   | член Всеукраїнського об'єднання «Батьківщина» | приватний підприємець                                     |
| 6                                                       | Яницька Оксана Євгеніївна         | 04.11.2010            | вища   | позапартійна                                  | Корецька загальноосвітня школа № 3, заступник директора   |
| 8                                                       | Кулінська Вікторія Миколаївна     | 04.11.2010            | вища   | член Всеукраїнського об'єднання «Батьківщина» | Корецька центральна бібліотека, бібліотекар               |
| 10                                                      | Сагадін Оксана Миколаївна         | 04.11.2010            | вища   | член Всеукраїнського об'єднання «Батьківщина» | Корецька загальноосвітня школа № 3, вчитель               |
| 11                                                      | Михальський Ігор Миколайович      | 04.11.2010            | вища   | член Всеукраїнського об'єднання «Батьківщина» | приватний підприємець                                     |
| 13                                                      | Волківська Наталія Анатоліївна    | 04.11.2010            | вища   | позапартійна                                  | Корецька ЦРЛ, лікар-педіатр                               |
| 14                                                      | Вознюк Іван Євстахійович          | 04.11.2010            | вища   | член Всеукраїнського об'єднання «Батьківщина» | приватний підприємець                                     |
| 15                                                      | Шилан Сергій Віталійович          | 04.11.2010            | вища   | позапартійний                                 | приватний підприємець                                     |
| Політична партія Всеукраїнське об'єднання «Свобода»     |                                   |                       |        |                                               |                                                           |
| б/м                                                     | Ісаєнко Сергій Валерійович        | 04.11.2010            | вища   | член Всеукраїнського об'єднання «Свобода»     | тимчасово не працює                                       |
| б/м                                                     | Топорецька Валентина Пилипівна    | 04.11.2010            | вища   | позапартійна                                  | ТзОВ Пролісок м. Корець, бухгалтер                        |
| 12                                                      | Мациканич Іван Богданович         | 24.02.2010            | вища   | позапартійний                                 | Корецька Свято-Воскресенська церква УПЦ КП, священик      |